# Восточна
Восто́чна (рос. Восточная) — присілок у складі Мішкинського району Курганської області, Росія. Входить до складу Восходської сільської ради.
Населення — 58 осіб (2010, 159 у 2002).